# Ferenczy Elek
Harasztkeréki Ferenczy Elek (Marosvásárhely, 1821.–Debrecen, 1875. február 6.), ügyvéd.

## Élete
A református hitvallású nemesi származású harasztkeréki Ferenczy család sarja. Apja harasztkeréki Ferenczy Elek, városi tanácsos, anyja farkaslaki Hints Karolina (1799–1878).
1848. október 9-én (1.) hadbíró hadnagy a 31. és 32. honvédzászlóaljnál, az erdélyi seregben. Később helyőrségi hadbíró főhadnagy Marosvásárhelyen. 1849. március 29-én (ápr. 1.)- hadbíró századosként szolgált ugyanott. A szabadságharc lebukása után Debrecenben ügyvédként tevékenykedett.

## Házassága és leszármazottjai
Feleségül vette 1861-ben a nemesi származású márkus- és batízfalvi Máriássy Mária (Marosvásárhely, 1841.–Sztankóc, 1922. május 12.) kisasszonyt, akinek a szülei markus-batizfalvi Máriássy Ágoston (1809–1862), földbirtokos és Szinyey Merse Regina (1820–1895) voltak. Az apai nagyszülei márkus- és batizfalvi Máriássy Antal (1777–1837), nemesi testőr, Sáros vármegye követe, földbirtokos és taktakenézi Drevenyák Mária Antónia (1788–1858) voltak. Az anyai nagyszülei Szinyei Merse László (1789–1850), udvari tanácsos, Sáros vármegye alispánja, követe, földbirtokos és liptószentiváni Szent-Ivány Anna Cecilia (1790–1831) voltak. Férje halála után özvegy Ferenczy Elekné Máriássy Mária később Szirmay Ödön neje lett. Ferenczy Elek és Máriássy Mária frigyéből született:
- dr. Ferenczy Elek (Debrecen, 1862. június 5.–Budapest, 1934. március 1.), császári és királyi kamarás, Zemplén vármegye tiszteletbeli főjegyzője, eperjesi jogakadémia tanár, földbirtokos.[7]
- Ferenczy Sándor (Debrecen, 1864. október 31.–Budapest, 1911. augusztus 23.), törvényszéli bíró.[8]
- Ferenczy Mária (Debrecen, 1865. október 2.). Férje: nagycsepcsényi és muthnai Vladár Ervin (Majoros, Zemplén vármegye, 1833. június 24.–Bánfalva, 1928. november 8.) jogász, császári és királyi kamarás, Zemplén vármegye főjegyzője, Borsod és Gömör-Kishont vármegye törvényhatósági tagja, országgyűlési képviselő.[9]